# 보이는 어둠
《보이는 어둠: 우울증에 대한 회고》(Darkness Visible: A Memoir of Madness)는 미국의 문학가 윌리엄 스타이런이 쓴 우울증에 대한 회고록이다. 윌리엄 스타이런은 이 책에서 자신이 우울증을 앓으면서 느꼈던 감정과 고통, 그리고 이를 극복하는 과정을 서술했다.
이 책의 내용은 1989년 12월에 잡지 배너티 페어의 기사로 처음 발행되었고, 이듬해인 1990년 이 기사는 내셔널 매거진 어워드 수필 부문에 선정되었다. 이 기사의 내용을 바탕으로 같은 해 책이 출간되었고, 이 책은 많은 판매량을 기록하는 동시에 우울증에 대한 사회적 인식을 변화시키는 데에 기여했다. 현재 이 책은 현대 미국 문학의 대표적인 작품 중 하나로 거론될 뿐만 아니라, 정신의학 및 심리치료 분야에서 자주 인용되고 있다.